# Депортес Антофагаста
«Депо́ртес Антофага́ста» (исп. Club de Deportes Antofagasta S.A.D.P.) — чилийский футбольный клуб из города Антофагаста. В настоящий момент выступает в чилийской Примере.

## История

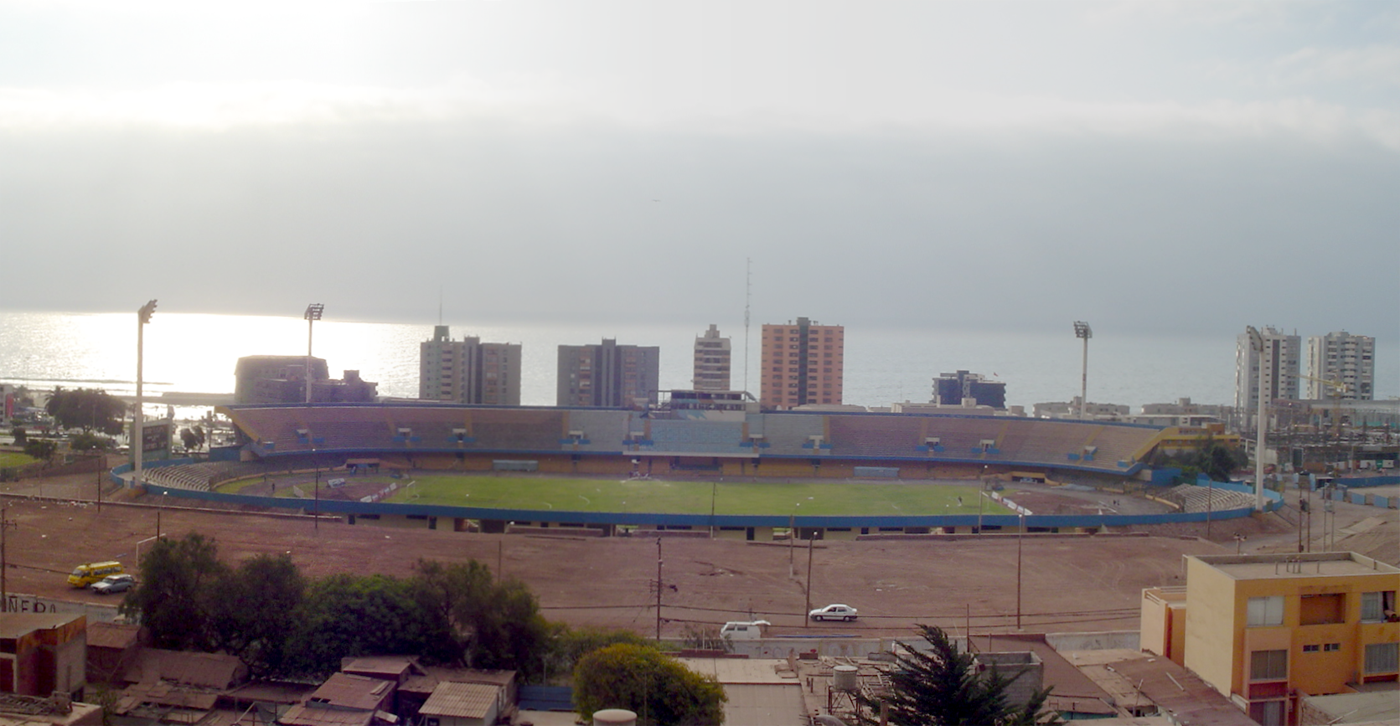
Стадион «Рехиональ де Антофагаста»

Команда была основана 14 мая 1966 года, путём слияния двух любительских клубов «Унион Бельявиста» и «Портуарио Атакама». В «Примере» клуб дебютировал в 1969 году, и провёл в ней по состоянию на 2012 год, 31 сезон. Домашние матчи клуб проводит на стадионе «Рехиональ де Антофагаста», вмещающем 26 339 зрителей. Лучшим результатом клуба в чилийской «Примере» является 5-е место в 1978 году. В Кубках Чили «Депортес Антофагаста» до финала ни разу не добирался, но трижды (в 1992, 1994 и 1996 годах) выходил в полуфинал.

## Достижения
- Победитель чилийской Примеры B (2): 1968, 2011

## Сезоны по дивизионам
- Примера (32): 1969—1977, 1983—1984, 1991—1997, 2006—2008, 2012—н. в.
- Примера B (25): 1966—1968, 1978—1982, 1985—1990, 1998—2005, 2009—2011